# لواکه

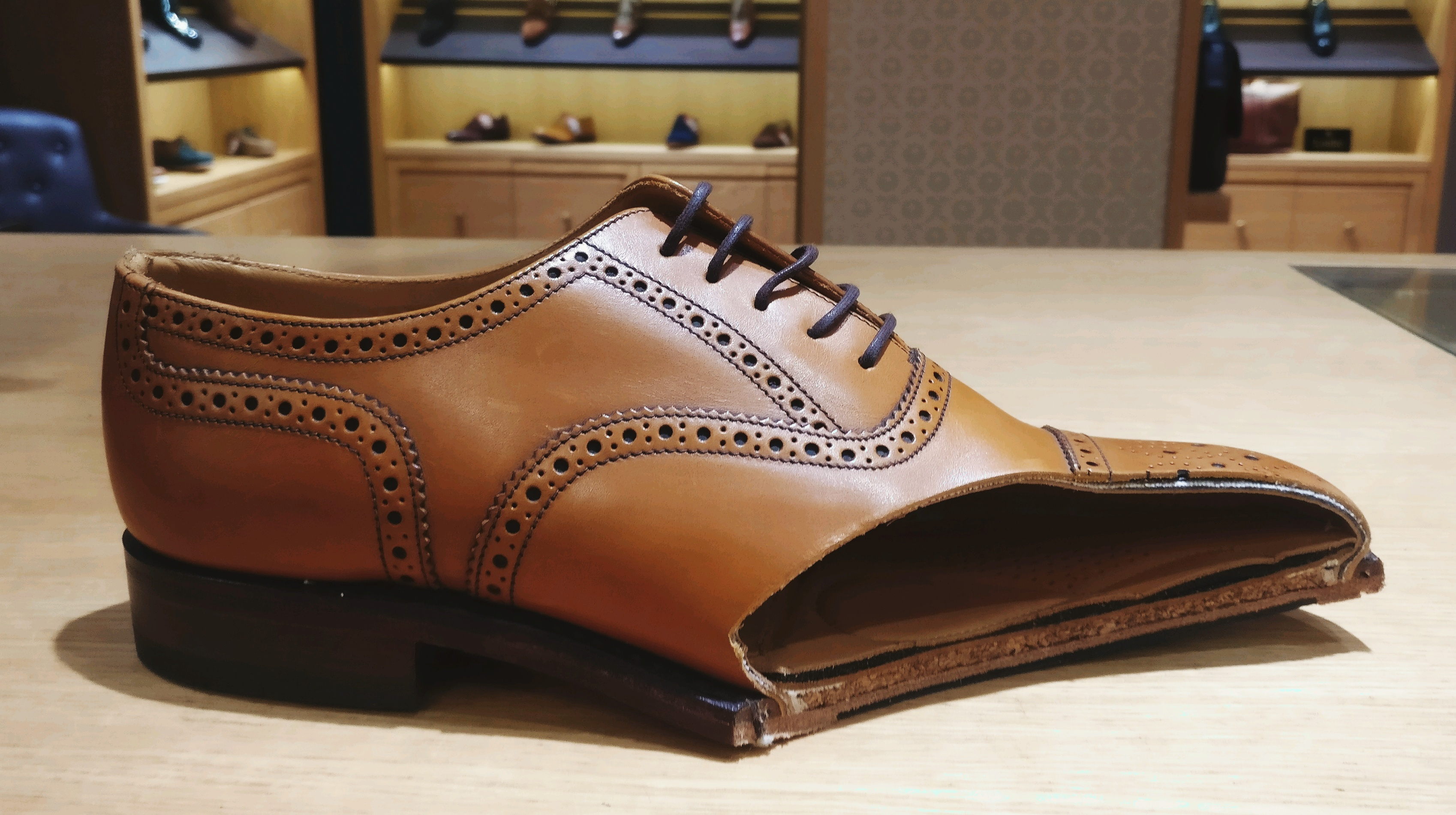
یک کفش از شرکت کالای لوکس لواکه - ۲۰۱۸

لواکه (انگلیسی: Loake) شرکت کالای لوکس بریتانیایی است، که در سال ۱۸۸۰ تأسیس شد.